# In Ignorance We Trust
In Ignorance We Trust ist das dritte Studioalbum Studioalbum der schwedischen Classic-Rock-/Hard-Rock-Band Dead Lord. Es erschien am 25. August 2017 über Century Media.

## Entstehung
Bereits seit der Veröffentlichung des Vorgängeralbums Heads Held High im Jahre 2015 nahm die Band regelmäßig neue Songideen als Demos auf. Die neuen Lieder klangen härter als das bisherige Schaffen von Dead Lord. Auch die Einflüsse von Thin Lizzy wurden heruntergefahren und durch Einflüsse von Bands wie Blue Öyster Cult oder Roky Erickson ersetzt. Laut Schlagzeuger Adam Lindmark hat sich die Band im Gegensatz zu den ersten beiden Alben mehr Zeit für das Schreiben neuer Lieder genommen und erstmals mehr Lieder geschrieben als letztendlich auf dem Album verwendet wurden. Für eine Sonderedition des Albums nahmen Dead Lord noch eine Coverversion des Motörhead-Liedes Stone Dead Forever auf.
Im Frühjahr 2017 begannen die Aufnahmen für das Album, das wie die beiden Vorgänger von Ola Ersfjörd produziert wurde. Da Ersfjörd seinen Wohnsitz zwischenzeitlich in die spanische Hauptstadt Madrid verlegt hat, fanden die Aufnahmen dort statt. Laut Schlagzeuger Adam Lindmark waren die Aufnahmebedingungen dort sehr angenehm, da die Musiker in Spanien mehr Abstand zum Alltag hatten und fokussierter arbeiten konnten. Insgesamt dauerten die Aufnahmen zehn Tage lang. An den ersten beiden Tagen nahm die Band die Musik live auf. Es folgten zwei Tage für das Arrangieren der Gitarren und Gitarrensoli und jeweils ein Tag für Perkussion und Hintergrundgesänge. Die restlichen Tage gingen für die Abmischung drauf. Auf Anraten von Ersfjörd wurden keine Gitarrenverstärker der Firma Marshall verwendet, um einen wärmeren Klang zu erzielen.
Für die Lieder Too Late und Kill Them All drehte die Band Musikvideos. Die Schauspielerin Nour El-Refai ist in dem Video für das Lied Too Late zu sehen.

## Hintergrund
Das Albumcover wurde von Sänger Hakim Krim entworfen und zeigt einen brennenden Apfel, was ein Gleichnis auf den Albumtitel darstellen soll. Der Apfel gilt als Frucht der Erkenntnis und spielt in vielen Mythen und geschichtlichen Ereignissen eine große Rolle. Der Albumtitel wiederum soll laut Krim den postfaktischen Zeitgeist einfangen. Die Wahl von Donald Trump zum Präsidenten der USA im Jahre 2016 habe Krims Songwriting nach eigener Aussage befeuert.

„Du schaltest das Radio an und bekommst eine Idee für einen Songtext direkt aus den Nachrichten geliefert. Stumpfe Dummheit findest du gerade an jeder Ecke. Die Leute glauben an Fake News, weil es besser in ihr Weltbild passt.“

Das Quasi-Titellied Ignorance macht deutlich, wie Ignoranz momentan an globaler Popularität gewinnt. Ignoranz ist laut Krim der Nährboden für Rassismus, Homophobie und soziale Ungerechtigkeiten. In dem Lied Kill Them All geht es um die politischen Ungleichheiten zwischen der gehobenen Gesellschaft und der Unterschicht. Letzte Gruppe wird als „wegwerfbar“ und als „Werkzeug der Belange der Obersicht“ dargestellt. Das Lied Part of Me ist eine Entschuldigung von Hakim Krim, dass er nach eigenen Worten so ist wie er ist.

## Rezeption
Laut Boris Kaiser vom deutschen Magazin Rock Hard stellt In Ignorance We Trust eine „schwierige Angelegenheit“ dar. Zwar ist es ein „herausragendes Classic-Rock-Album, das man als Genrefan kaufen sollte“. Allerdings wäre das Album „eine kleine Enttäuschung“, da „die Homogenität der Vorgängeralbum nicht erreicht wird“. Kaiser vergab acht von zehn Punkte. Frank Thiessies vom deutschen Magazin Metal Hammer bescheinigte der Band „solides Songwriting und eine Authentizität atmende, analoge Produktion“. Allerdings wünschte Thiessies sich, dass Dead Lord für die Zukunft „ihren Retrobezugsrahmen noch ein bißchen weiter abstecken“ und verwies dabei auf eine Band wie Horisont, die eine „fortschrittlichere Vintage-Entwicklung an den Tag legen“. Für In Ignorance We Trust vergab Thiessies fünf von sieben Punkten. Walter Scheurer vom Onlinemagazin Powermetal.de bezeichnete In Ignorance We Trust als das „abwechslungsreichste und vielfältigste Veröffentlichung von DEAD LORD bisher“. Allerdings würde „die neu entdeckte Experimentierfreude sowie die Annäherung an poppigere Gefilde den Überraschungseffekt und noch viel mehr den Rotz der ersten beiden Alben vermissen lassen“. Scheurer vergab sieben von zehn Punkten.
Das Album erreichte Platz 48 der deutschen Albumcharts.